# Peixe-arroz
Os Peixes-Arroz constituem a família (Adrianichthyidae). São peixes encontrados na Índia, Japão e no arquipélago indo-australiano, principalmente em Sulawesi. Constituem cerca de 27 espécies, algumas extremamente raras e ameaçadas. De 2 a 4 espécies já podem estar extintas.
Muitas das espécies são relativamente pequenas, com 2 a 4 centímetros de comprimento. Por isso, são de interesse para o aquarismo.
Várias espécis carregam seus ovos aderidos ao corpo entre suas nadadeiras posteriores.
O medaka, Oryzias latipes, é um popular organismo modelo usado nas pesquisas de Biologia do Desenvolvimento.
Estudos nos gêneros da família sugerem que ela originalmente evoluiu em Sulawesi e se espalhou até o continente asiático. O suposto gênero Xenopoecilus é aparentemente não relacionado às espécies de Oryzias e morfologicamente divergente delas (Takehana et al., 2005).

## References
- Takehana, Yusuke; Naruse, Kiyoshi & Sakaizumi, Mitsuru (2005): Molecular phylogeny of the medaka fishes genus Oryzias (Beloniformes: Adrianichthyidae) based on nuclear and mitochondrial DNA sequences. Molecular Phylogenetics and Evolution 36(2): 417–428. doi:10.1016/j.ympev.2005.01.016